# Halloween

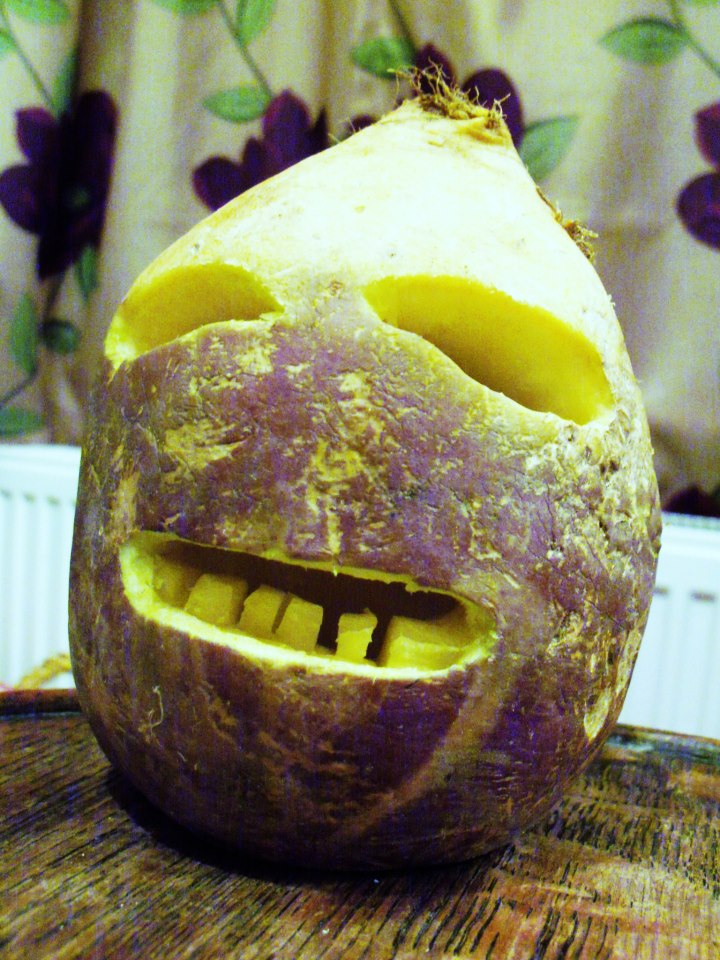
Traditionell Jack-o'-lantern av en rova.

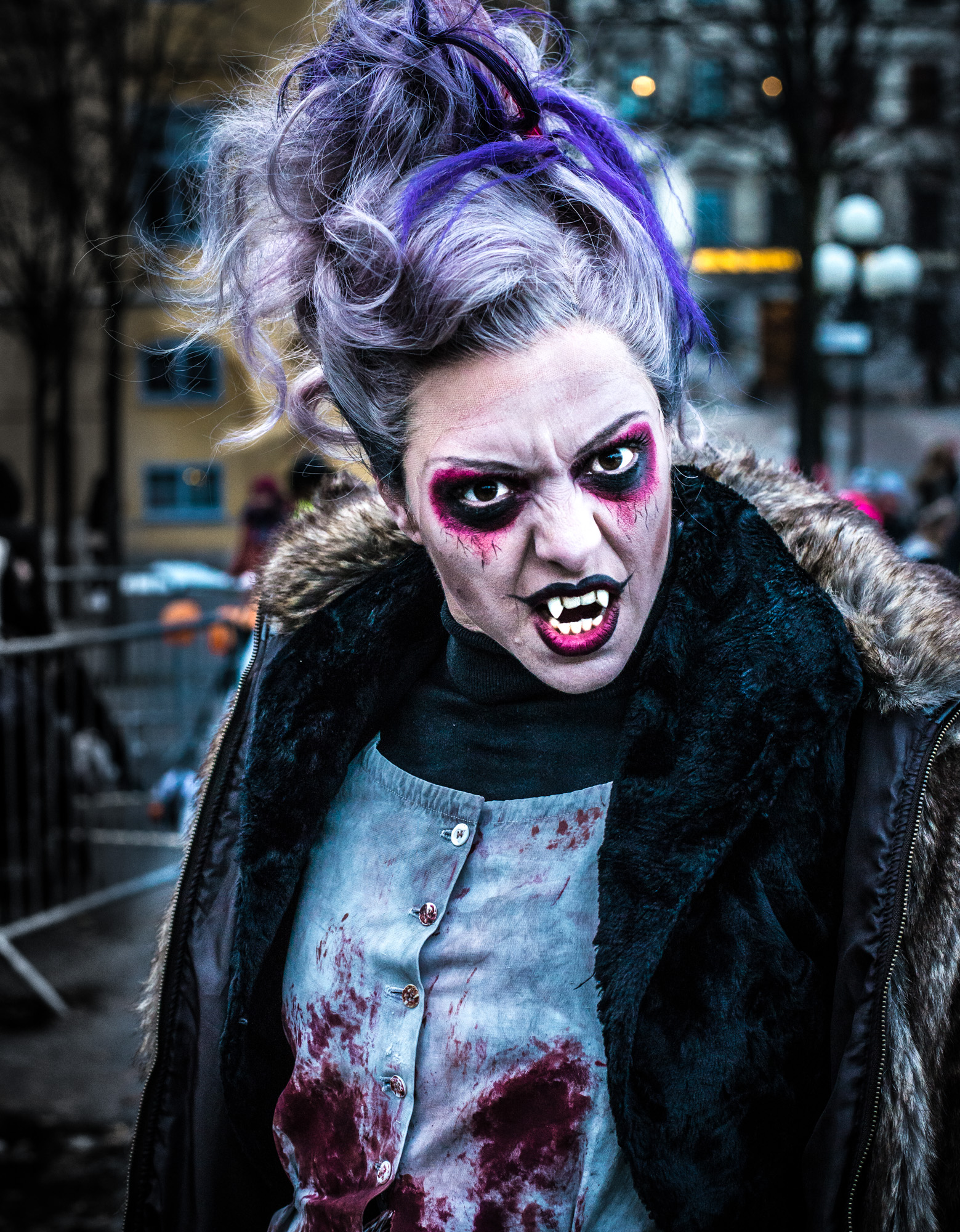
Halloween i Kungsträdgården i Stockholm 2016.

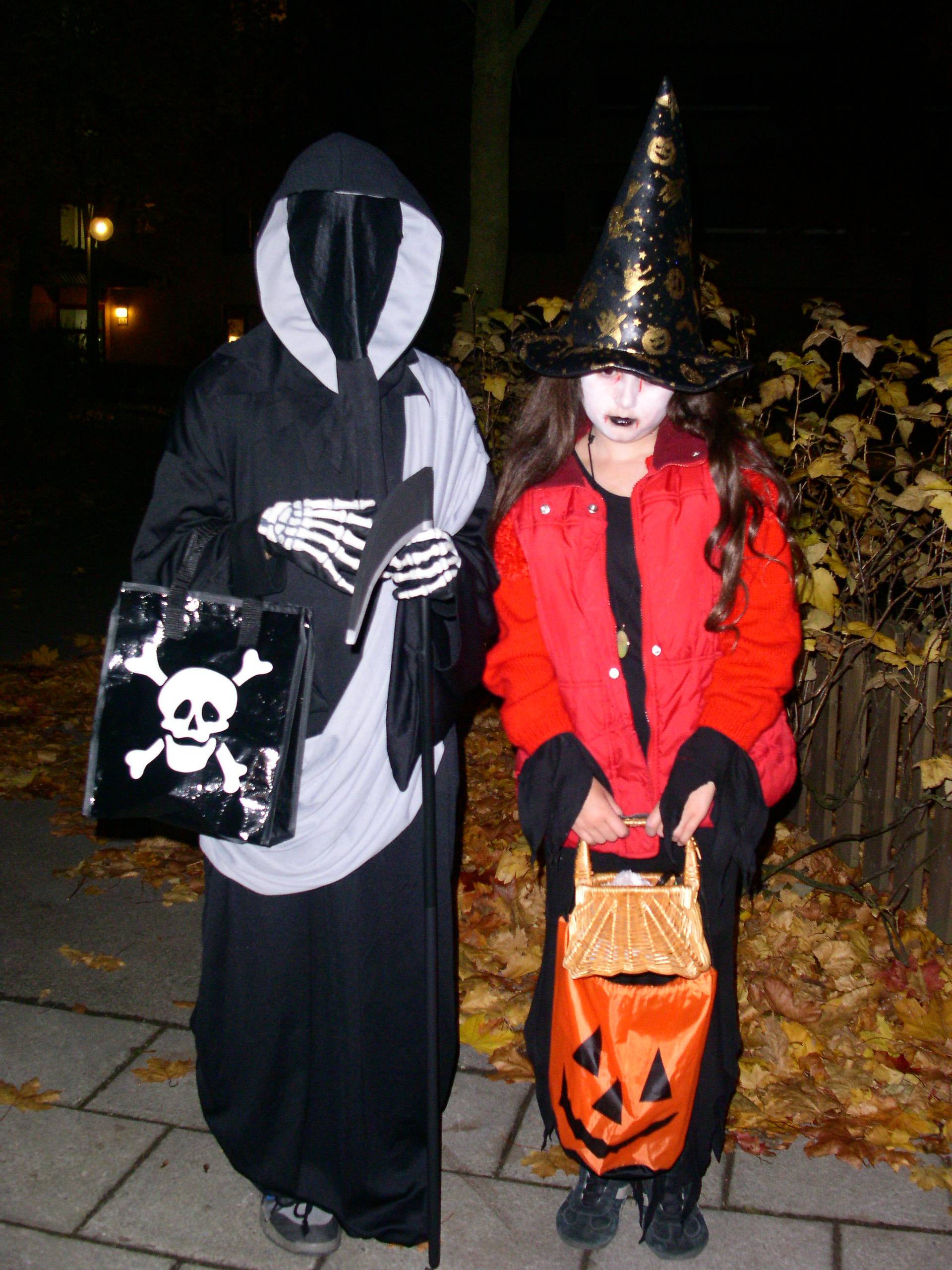
Bus eller godis?

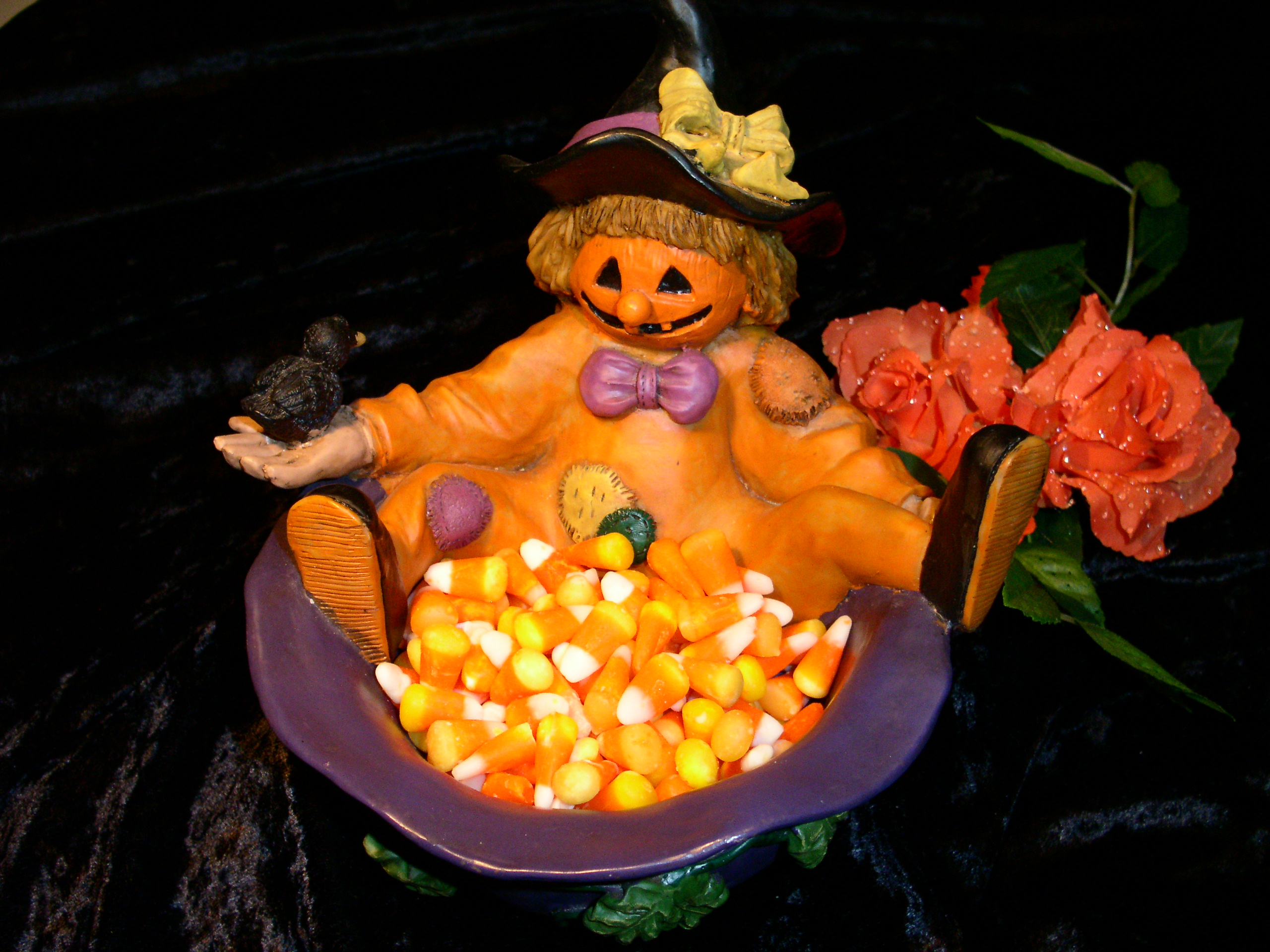
Candy Corn.

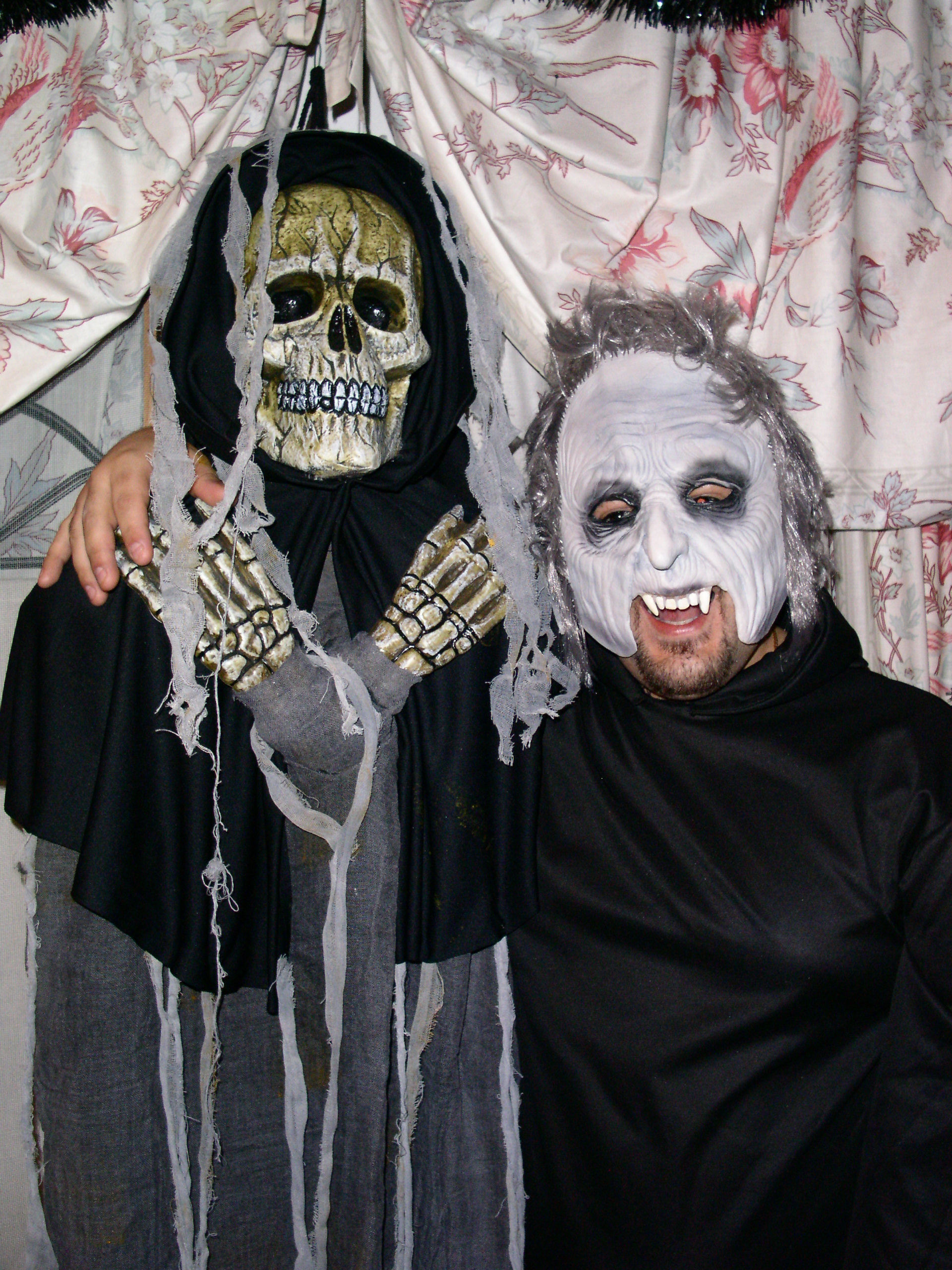
Maskerad på Halloweenfest.

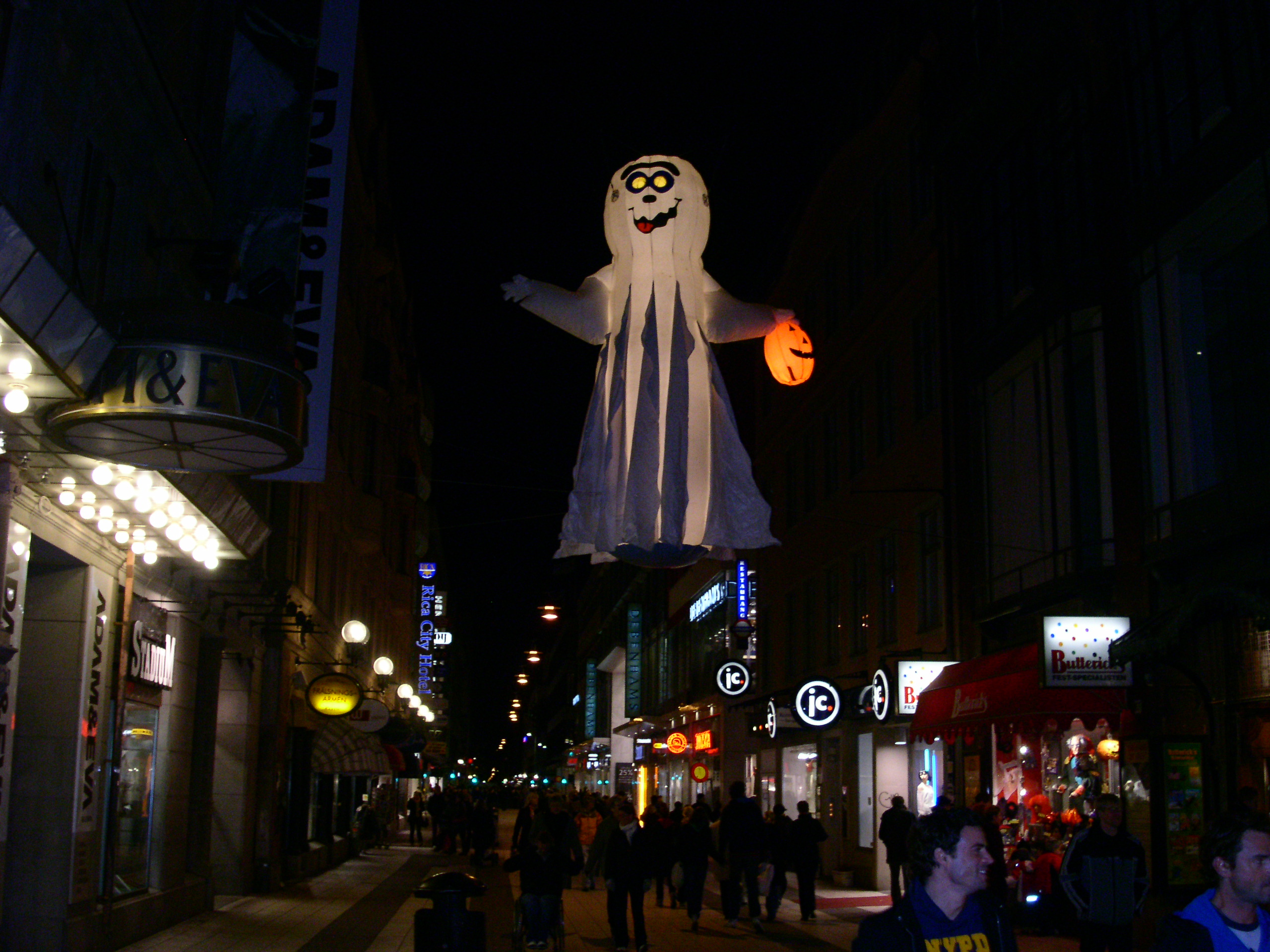
Drottninggatan i Stockholm 2008.

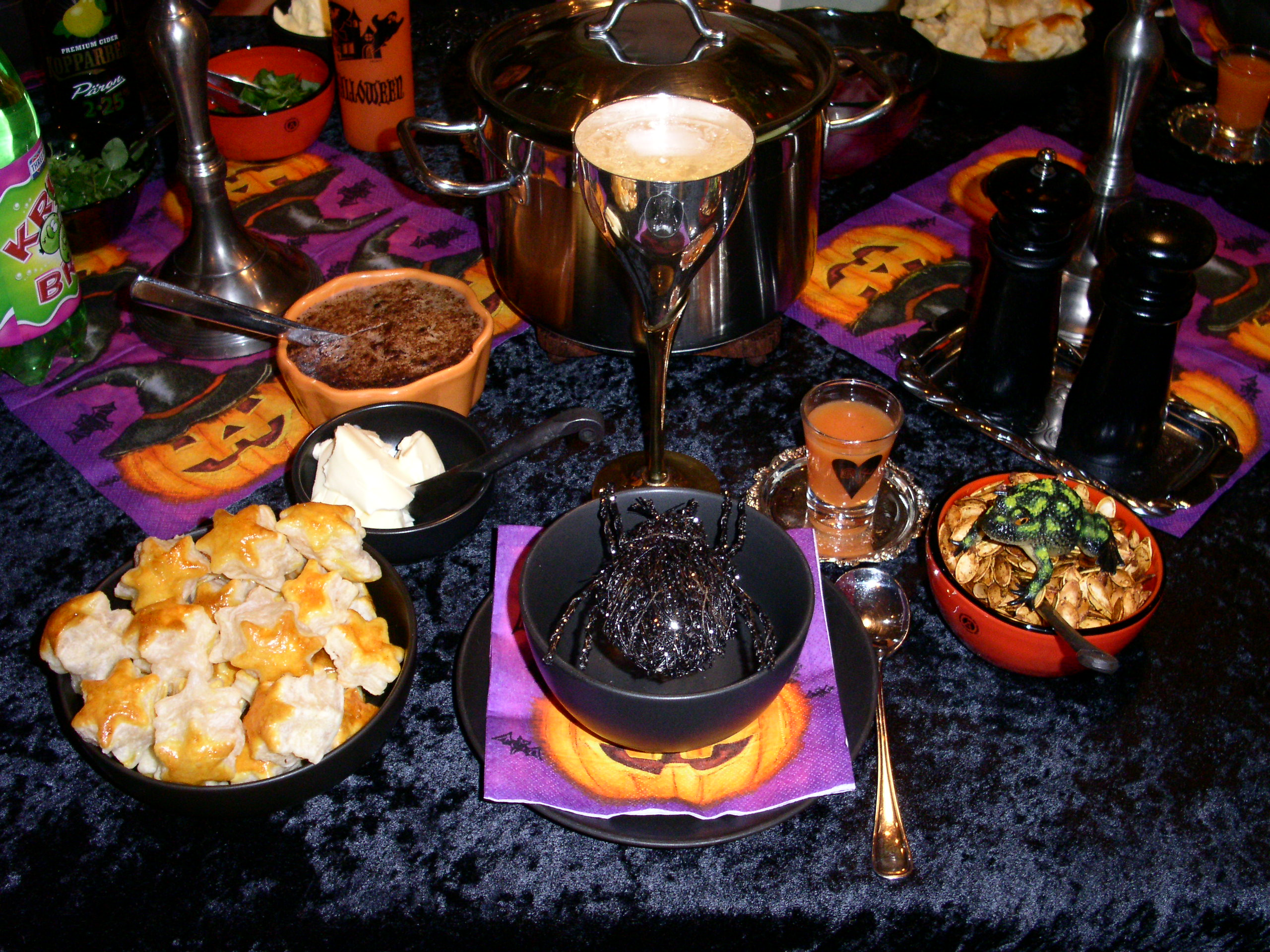
Halloweendukning i Sverige.

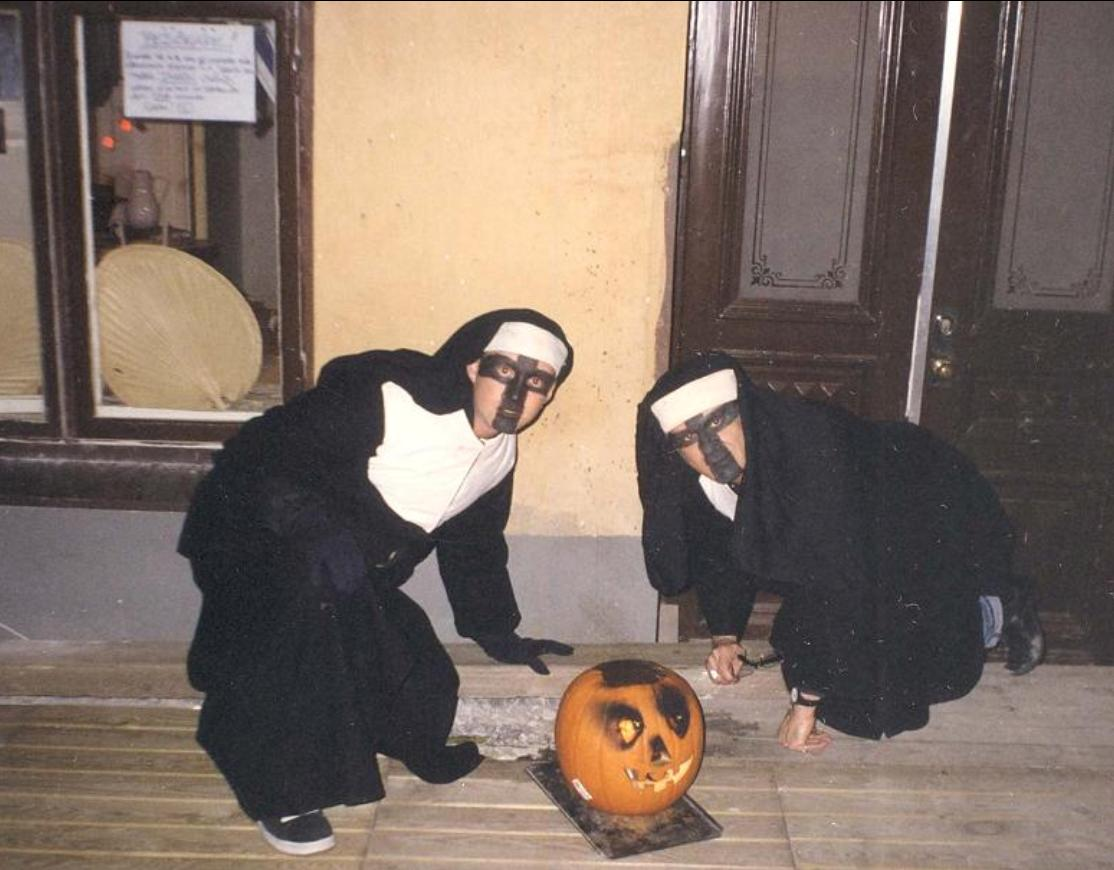
Ett par utspökade pojkar beredda att sprida skräck på Södermalm 1998.

Halloween, alternativt Hallowe'en (från engelskans [All] hallows eve[ning], '[alla] helgons afton') är en högtid som infaller den 31 oktober. Halloween har sitt ursprung på Irland och Skottland, via Nordamerika, dit många irländska emigranter kom under 1840-talets svält- och nödår. Genom amerikanskt inflytande har Halloween sedan spridit sig vidare till många andra länder runtom i världen. I engelsktalande nationer kan denna högtid även gå under benämningen "Allhalloween", "All Hallows' Eve" eller "All Saints' Eve".
Halloween är inte synonymt med den i Sverige uppmärksammade allhelgonadagen och allhelgonahelgen, även om namnet och tidpunkten är liknande och båda högtiderna anknyter till döden samt att minnas de döda.
En halloweentradition bland barn är att klä ut sig i spökkostymer, och gå runt i kvarteret för att knacka dörr och fråga grannar om de väljer bus eller godis (trick-or-treat), liknande den sekulära påsktraditionen med påskkärringar i Sverige och Finland. Andra aktiviteter kopplade till högtiden är att besöka maskeradfester, snida pumpalyktor (jack-o’-lantern), tända brasor, leka äppeldykning och spådomslekar, spela spratt, besöka spökhus, berätta spökhistorier och titta på skräckfilm.

## Etymologi
Ordet Hallowe'en kan spåras tillbaka till 1550-talet och är en skotsk variant av All-Hallows-Eve (alternativt all hallow’s eve, det vill säga, aftonen före All Hallows Day. Uttrycket All Hallows (alla helgon) kan hittas i fornengelska skrivet som ”ealra hālgena mæssedæg” (alla helgons mässdag).

## Historia
Halloween anses av vissa ha uppstått i samband med kelternas kontakt med vikingarna. När vikingarna kom till Storbritannien och Irland hade de med sig sina traditioner och sedvänjor så som höstblot. Eftersom vikingarna kom att bli den härskande klassen under flera hundra år i vissa områden av de brittiska öarna är det högst troligt att vikingarnas kultur påverkade kelterna så pass mycket att de anammade delar av den. Den keltiska högtiden Samhain har stora likheter med vikingarnas höstblot.

### Brittiska öarna
En av de fyra årstidshögtiderna hos kelterna på de brittiska öarna var Samhain. Samhain firades när skördesäsongen var slut och vinterhalvåret började den 31 oktober. Tron hos kelterna var att osynliga krafter var i rörelse och att de dödas själar kunde återvända till jorden under natten till halloween.
Liksom under andra nätter då magiska krafter var i rörelse (exempelvis valborgsmässoafton)  så sägs det enligt folktro, så uppmanades alla människor av druiderna att på kvällen den 31 oktober släcka sina hushållseldar. Druiderna tände sedan stora bål varifrån varje hushåll kunde hämta glöd att tända hushållselden med.
Ytterligare en tradition kopplade till Samhain var att de som gick runt ute hade med sig ljusförsedda rovor med utskurna ansikten, så kallade jack-o’-lanterns. Traditionen säger att lyktorna representerade smeden Jack, som varit för ond för att komma in i himlen men lurat djävulen så att han inte kunde komma till helvetet heller. Istället fick han irra runt på jorden och för att finna vägen hällde han glödande kol i rovorna han ätit.
Under 400-talet började Irland och Skottland kristnas och många av de gamla keltiska traditionerna förändrades. I linje med påbudet från påve Gregorius I valde kristna missionärer att använda sig av de förkristna traditionerna istället för att helt utplåna dem. Därför valde påve Gregorius III att under 700-talet flytta alla helgons dag från maj till 1 november. Således blev den 31 oktober allhelgonaafton. Dock lyckades man inte ersätta firandet av Samhain med den nya Alla helgons dag.
År 998 försökte kyrkan på nytt att utrota festligheterna. Nu genom införandet av alla själars dag den 2 november. Tanken var att alla själars dag skulle bli en dag då människor mindes sina döda släktingar och bad förböner och tände ljus för dessa i kyrkorna. 
Även om kyrkan aldrig kunde utplåna det folkliga firandet förblev det inte opåverkat. Det hedniska halloweenfirandet som folkligt firande som firandet kom med en del av de utvandrade irländarna till USA under 1800-talet, där det sedan i vissa delar kom att i modern tid att få en större spridning först vid sekelskiftes-åren 1887-1903. Ytterligare en större spridning kom att ske efter både första och andra världskriget.

### USA

#### 1800-talet
I mitten av 1800-talet var det hungersnöd på Irland och miljontals irländare emigrerade till USA. Med sig tog de sina traditioner bland annat firandet av Hallowe'en eller All Hallow's Eve ("Allhelgonaafton"). Dock är det en förenkling att påstå att det enbart är det irländska bidraget som format halloweenfirandet i USA. Andra influenser är Guy Fawkes Night, som firades den 5 november med inslag som starkt påminner om halloween; dagen firades med att bygga dockor som man brände, fyrverkeri, tiggeri och tändande av stora eldar. Vidare var det tillåtet för barn att under Guy Fawkes Night bryta de sociala konventionerna och busa med vuxna.
Nederländare i Nya Nederländerna hade med sig en stark tro på andar, gengångare och övernaturliga väsen. Hos tyskar i Pennsylvania fanns jultraditioner som på många sätt påminde om traditioner som funnits hos de tidiga kelternas halloweenfirande. Skottar som emigrerat till USA firade inte alla helgons dag, men väl halloween med att utklädda gå från dörr till dörr och be om gåvor.
Under slutet av 1800-talet påverkades många amerikaner, särskilt i de övre samhällsskikten av rationalismen. Då fanns inte längre utrymme för någon tro på vidskepelse eller för folkliga traditioner som byggde på sådant. Halloweenfirandet överlevde om än i något modifierad form; istället för att förknippas med levande döda och häxor ville man göra halloween till en glädjens och ljusets fest.
Halloween var i slutet av 1800-talet och en bra bit in på 1900-talet en helg för unga förälskade par.

#### 1900-talet
Under 1920-talet började halloweenfirandet tas över av Lions, scoutrörelsen och Rotary. Man började med halloweenparader och försökte göra firandet tillgängligt för alla. Från att ha varit en privat angelägenhet i hemmet blev halloween något som flyttade ut på gator och torg. Därmed började också problem dyka upp med ungdomar som genomförde bus som ansågs störa friden. Till exempel krossades 1939 över tusen fönster i Queens i New York under halloweenfirandet. Under 1940-talet försökte myndigheterna i Chicago förbjuda firandet. Motiveringen var att USA låg i krig och hade allvarligare saker att fokusera på än att bevaka halloweenfirandet.
Efter andra världskrigets slut började firandet av halloween återigen bli våldsamt. I många städer försökte man anordna gemensamma karnevaler och fester för att stävja det våldsamma firandet. Uppmärksamheten kring halloween ökade kraftigt under slutet av 1940-talet och början av 1950-talet. 
Det är under 1950-talet som halloween blir en av de riktigt stora helgerna i USA. Det är också nu som halloween återigen blir en högtid främst för barnen och man lyckas framgångsrikt återlansera traditionen med trick-or-treat (”bus eller godis”).

### Sverige
Halloweenfirande är ett modernt fenomen i Sverige. Det finns omnämnt i Sverige under 1950- och 1960-talen. Bland annat fick ordningspolisen tillkallas vid ett halloweenfirande i Stockholm 1961. Även den svenska skolans läroböcker i engelska kunde förr innehålla ett kapitel om halloween i engelsktalande länder. Men det var först i början av 1990-talet som några större ansträngningar att lansera högtiden gjordes i Sverige. Hard Rock Cafe i Stockholm gick 1990 tillsammans med Buttericks ut med en satsning där man firade halloween under en veckas tid. Försäljningen av halloweensaker ökade kraftigt under 1991 och spreds till Göteborg och Malmö under 1992 och 1993. 1995 blev halloweenfirandet mer allmänt i Sverige.
Inte förrän 1997 började firandet uppmärksammas av svenska tidningar och i övriga detaljhandeln efter att Svenska Köpmannaförbundet tog beslut 1997 att försöka införa detta som en ny tradition för att stimulera handeln i Sverige.[källa behövs] Under de följande åren och in på 2000-talet ökade fenomenet mer och mer i Sverige. Det var inte bara barn som firade utan det anordnades fester för alla åldrar.
Det svenska halloweenfirandet kan nu ses som etablerat, och omsätter varje år cirka en miljard kronor i Sverige (läst 2009).
Fyra av tio svenskar planerade att fira halloween år 2010 enligt en undersökning genomförd av Svensk Handel. 2019 svarade varannan svensk att de "skulle fira Halloween på något sätt". 
Halloween infaller alltid den 31 oktober, även i Sverige, vilket framgår i aktuella svenska kalendrar. Det finns alltså ingen alternativ dag för halloween i Sverige. Däremot väljer en del i Sverige att fira halloween en annan dag. Detta med anledning av att halloween kan infalla vilken veckodag som helst och att Sveriges helgdagar infaller annorlunda än i USA.

### Finland
På Folkkultursarkivet trodde man 1980 att Halloween aldrig skulle slå igenom på allvar i Svenskfinland, då firandet ansågs sakna historia och tradition i Finland, men under 1990-talet slog firandet igenom, och 2007 hade man passerat Valborg vad gällde försäljning. I vissa skolor ordnades halloweenmaskerader redan 1990, impulsgivare var utbyteselever som vistats i USA. Halloween etablerades 1997 i Finland på två fronter: i restaurangvärlden och bland skolelever. Även posten inledde en kampanj för halloweenkort. Diskussioner om den nya traditionens vara eller icke vara fördes på många håll i dagspressen. Många oroade sig för att den nya högtiden skulle hota det traditionella högtidliga allhelgonafirandet. På finskt håll har den gamla bortglömda skördefesten Kekri tidvis föreslagits som ett inhemskt alternativ att fira i novembermörkret. Halloween är idag etablerad åtminstone inom handeln i Finland och det är högsäsong för maskeradbutikerna.

## Tidpunkt för firandet

### Sverige
I den svenska sekulära kalendern heter 1 november allhelgonadagen sedan 1953, men i svenska kyrkan firas istället alla helgons dag första lördagen från 31 oktober och framåt (observera att alla helgons dag och allhelgonadagen därmed är olika dagar, utom då de råkar sammanfalla). Före 1772 inföll firandet just 1 november, därefter fram till 1953 på första söndagen i november. Dock har det sedan 1 november 1198 firats alla-helgona-dagen och alla själars dag den 2 november 1198. Källa är den svenska originalkällan; VallentunaKalendariet från 1198 e.Kr.   
En åsikt som ibland förekommer i Sverige är att halloweenfirandet skulle inkräkta på alla helgons dag, då många besöker kyrkogården för att tända ljus och minnas de döda. Men etnologen Agneta Lilja, forskare vid Uppsala universitet, anser tvärtom att firandet av halloween har gett ökat fokus till alla helgons dag.
Det råder olika uppfattningar i Sverige om vilken dag halloween ska firas på: den 31 oktober eller dagen före alla helgons dag är två alternativ som brukar förekomma i massmedia. Eftersom alla helgons dag infaller första lördagen mellan 31 oktober och 6 november, och halloween den 31 oktober, uppstår det sällan en krock. Halloweenfirande den 31 oktober är etablerat i Sverige sedan 1990-talet. Etikettexperten Mats Danielsson anser att firandet i Sverige ska ske (fre-)dagen innan alla helgons dag, vilken han benämner som alla helgons afton.
Halloween har i Sverige ingen kyrklig betydelse eller närmare koppling till firandet av alla helgons dag då den räknas som helt sekulär varför den heller icke är en helgdag ("röd dag").
Halloweenfester och anknutna maskerader förekommer på olika datum, oftast i slutet av oktober, men även i början av november på olika platser i Sverige.

### USA och Storbritannien
Halloween firas alltid den 31 oktober i USA och Storbritannien, eftersom helgens namn avser dagen – egentligen aftonen – före allhelgonadagen den 1 november. Uppmärksammandet kan däremot pågå hela oktober.

## Maskeraddräkter
Halloweendräkter har traditionellt ofta varit utformade efter figurer såsom vampyrer, spöken, skelett, häxor och djävlar. Med tiden har detta dock breddats till att även omfatta exempelvis olika populära fiktiva figurer, kändisar och generiska arketyper, som ninjor och prinsessor.
Att förklä sig och gå ut och knacka dörr var vanligt i Skottland och på Irland vid Halloween i slutet av 1800-talet. En skotsk term för denna tradition var "guising" (disguise, svenska: förklädnad), på grund av de dräkter och masker som barnen bar. Maskeraddräkter blev sedan populära att bära på halloweenfester i USA i början av 1900-talet, lika ofta för vuxna som för barn, samt från det att bus eller godis blev populärt i Kanada och USA på 1920- och 1930-talen.
I New York hålls årligen halloweenparaden New York's Village Halloween Parade sedan 1974. Det är världens största halloweenparad och den lockar drygt 60 000 maskeradklädda deltagare, två miljoner åskådare samt når via TV även en världsomspännande publik.

## Aktiviteter
Det finns flera lekar som traditionellt är associerade med halloween. Några av dessa härstammar från spådomsritualer eller är olika sätt att försöka förutsäga sin framtid. Lekarna involverar ofta äpplen och hasselnötter. I keltisk mytologi var äpplet starkt associerat med odödlighet, medan hasselnötter var förknippade med gudomlig visdom. Flera av aktiviteterna har varit ett vanligt inslag i halloweenfiranden på Irland och i Storbritannien under 1600–2000-talet. Vissa har spridits vidare och är ännu populära idag.
En vanlig lek är äppeldykning, där äpplen flyter i ett kar eller en hink med vatten och där deltagarna endast får använda tänderna för att försöka fiska upp ett äpple ur karet. I en annan vanlig lek hängs sirapsindränkta scones upp med snören; dessa ska sedan ätas upp utan att deltagarna får använda händerna, en aktivitet som oundvikligen leder till ett klibbigt ansikte. 
Flera av de traditionella aktiviteterna från Irland och Storbritannien handlar om att förutsäga sin framtida partner. Exempelvis kan ett äpple skalas i en lång remsa som sedan kastas över axeln. Skallet tros landa i form av den första bokstaven i den framtida partnerns namn. Ogifta kvinnor kunde till exempel instrueras att sätta sig i ett mörkt rum och titta in i en spegel på halloween, för att få se ansiktet på sin framtida make i spegelglaset.
På Irland och i Skottland, gömde man ofta föremål i mat; oftast någon form av kaka, som barmbrack eller i colcannon. Ens framtid kunde på så vis spås genom dessa föremål, exempelvis en ring förutsåg ett framtida giftermål och ett mynt rikedom.
Att berätta spökhistorier, lyssna på musik med halloween-tema eller titta på skräckfilmer är vanliga inslag i Halloweenfiranden. Dessutom kan en del TV-serier ha specialavsnitt med halloweenteman som sänds i samband med halloween, liksom nya skräckfilmer kan få sin premiär i anslutning till högtiden.

## Mat och dryck

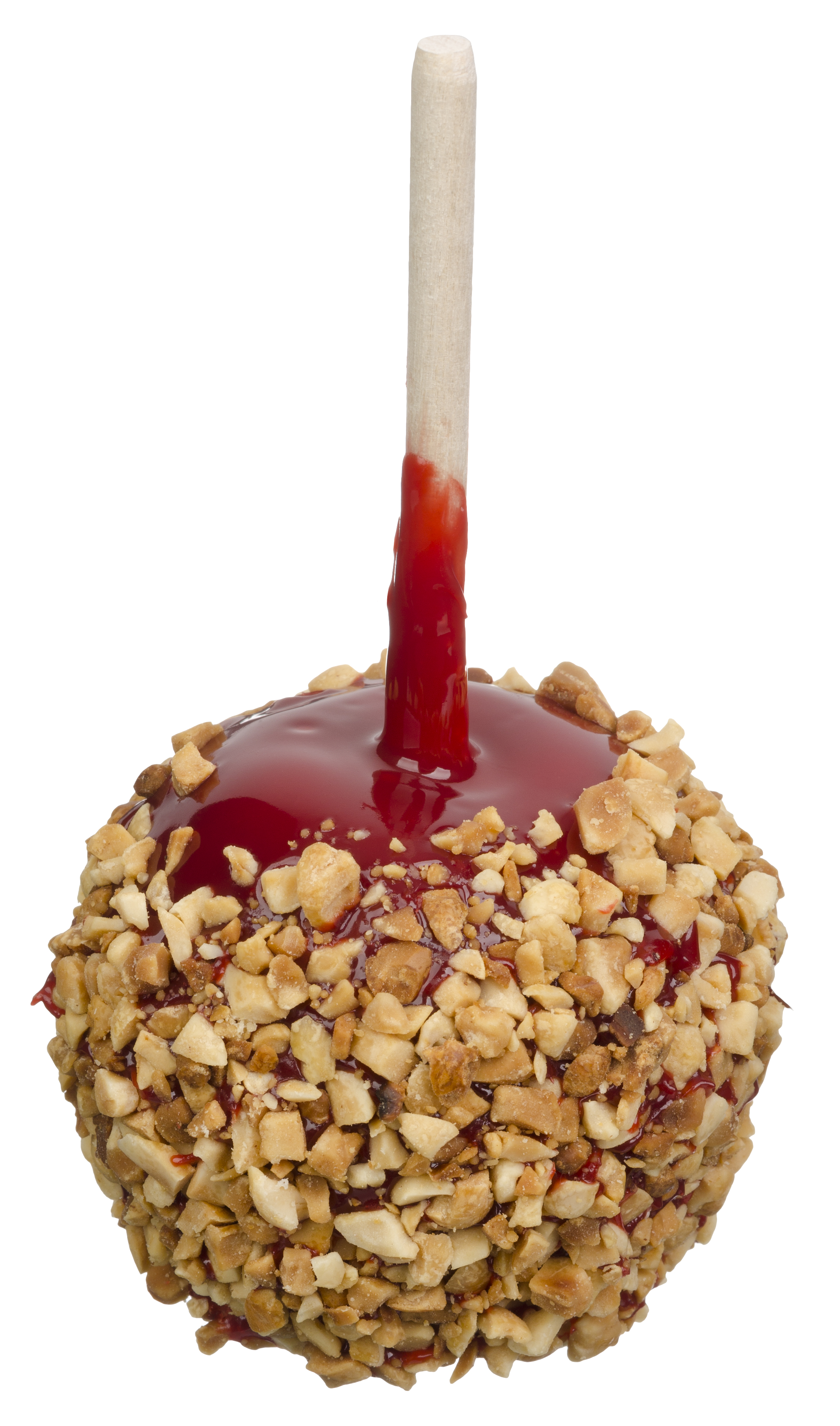
Ett kanderat äpple.

Halloween firas i kölvattnet av den årliga äppelskörden, kanderade äpplen (candy apples/toffee apples) är därför ett vanligt Halloween-godis, bestående av hela äpplen doppade i en klibbig sockerlag och ibland även rullade i exempelvis hackade nötter.
En sed som bestått på Irland är att baka (eller numera snarare köpa) barmbrack (báirín breac), en slags fruktkaka, i vilken vanligen en ring, ett mynt eller något liknande placeras vid beredningen. Det anses föra tur med sig att vara den lyckliga som hittar denna.
Drycker som kopplas till högtiden är exempelvis äppelcider och vinglögg.
Lista över mat som kopplas till Halloween:

- Barmbrack (Irland)
- Bonfire toffee (Storbritannien)
- Candy corn (Nordamerika)
- Caramel corn
- Colcannon (Irland)
- Godis, exempelvis format som dödskallar, pumpor, maskar etc.
- Halloweentårta
- Kanderat äpple (Storbritannien, Irland och Nordamerika)
- Pumpa och pumpapaj
- Rostade pumpafrön
- Rostad majs
- Soul cake